# Roland Rasser
Roland Rasser (* 27. Juli 1932 in Basel) ist ein Schweizer Kabarettist und Schauspieler.
Rasser war 1957 Gründer des Theater Fauteuil in Basel. Er ist der Sohn des Kabarettisten Alfred Rasser und der Vater der Schauspielerin und Kabarettistin Caroline Rasser.